# Делі Любов Савеліївна
Любов Савеліївна (Савівна) Делі (нар. 3 грудня 1936, Донецька область — ?) — українська радянська діячка, новатор сільськогосподарського виробництва, доярка колгоспу «Серп і Молот» Новоазовського (Тельмановського) району Донецької області. Депутат Верховної Ради УРСР 6-го скликання.

## Біографія
Закінчила середню щколу.
На 1963 рік — доярка колгоспу «Серп і Молот» Новоазовського (Тельмановського) району Донецької області. Надоювала за рік по 2 800 кілограмів молока від кожної закріпленої корови.
Потім — на пенсії у селі Октябрське Тельмановського району Донецької області.

## Нагороди
- ордени
- медалі